# Xã Swiftwater, Quận Lake of the Woods, Minnesota
Xã Swiftwater (tiếng Anh: Swiftwater Township) là một xã thuộc quận Lake of the Woods, tiểu bang Minnesota, Hoa Kỳ. Năm 2010, dân số của xã này là 60 người.